# 大刀豊
大刀 豊（だいとう ゆたか、1914年2月19日 - 1998年1月10日）は、日本の地方公務員。札幌市交通局長、札幌副都心開発公社社長などを歴任した。

## 略歴

### 生い立ち
北海道札幌市または石狩郡当別町出身。実家は旅館「大刀館」を営んでいた。札幌第二中学校（現・北海道札幌西高等学校）を経て、1932年に北海道帝国大学予科農類へ入り、1938年に北海道帝国大学農学部卒業、卒業論文は「インドネシアの植民政策」。
大学卒業後は満洲興業銀行に入社、日中戦争の勃発に伴い、入社から8ヶ月後の同年12月に月寒連隊に現役招集され1943年5月まで兵役につき、復職後1945年3月に満州で再招集され、北支戦線で3年間に84回の戦闘を経験し「人斬り大刀中隊長」の異名で報じられ、大尉に進むものの、その後1945年8月にソ連軍に捉えられ、戦後3年間のシベリア抑留の後、1948年に引き揚げし当別町で郵便局長を務めていた弟の家に居候しながら職を求めた。
1948年3月、札幌市役所に入職し審査係へ配属。当初は毛筆の候文による例規集に愕然とし、総務課長を務めていた板垣武四に叱られつつも、市内の繁華街・狸小路の看護婦宿舎を買収し北海道市町村会館への改装を実現させた功績もあり、1年後に庶務課長に昇進し高田富與市長の秘書などを務める。

### 清掃課長時代
1950年の末、高田富與市長との上京時に高田から消防長就任の勧めを受けた際に話題を変え、清掃事業の不全を指摘したことをきっかけに、1951年6月に清掃課長に就任し、屎尿処理の改善などに尽力する。当時の屎尿処理は馬車で回収し野外投棄を行い、汲み取りはチップを支払う飲食店や旅館などが優先されていた。そのため一般家庭の汚物処理は後回しにされ、申込みに長蛇の列を成し処理が滞るありさまだった。そのうえ市から支払われる委託料を多く受け取るため汲み取った汚物に川の水を混ぜて、文字通り「水増しする」行為も見られ、清掃課長配属時に約1100万円だった農家への肥料化屎尿の売却益が3年後に約8000万円に急増するような杜撰な管理がみられた一方、後年には化学肥料の普及で屎尿の収益が上がらない状況となるなど混乱をきたしていた。就任直後8月には民間委託の清掃馬車のうち不正行為を行った御者30数名の処分に対するストライキへの対応を行う。
その後、清掃馬車を牽引する馬が路上で排泄する馬糞への対策として布製の「受糞器」の開発を行い、137台の清掃馬車に取り付けて試験運用を実施。馬糞の量は馬1頭につき1日8貫目（約30kg）、そのうち半分が移動中に排泄され、中でも冬場に排泄されたものが雪とともに堆積し、春になれば雪とともに融けて通行人の衣服などへの汚れの原因となり、さらに融雪後の4月から5月には乾燥した馬糞の粉末が風に舞い上がる「馬糞風」と呼ばれる現象が市民を悩ませていた。そこで馬の専門家の指導のもと受糞器の開発を行い、馬が排泄直前に尻尾を持ち上げる習性を生かし、尻尾を持ち上げた際に紐を引けば馬糞回収用の布袋が肛門の部分を素早く覆うことで、もれなく馬糞を受け止める構造として改良した。1頭あたり取付費165円のうち65円を市が補助して普及を図り、宮田輝NHKアナウンサーが「札幌の馬はおしめをしている」と全国放送でレポートしたことから「馬のおしめ」とも呼ばれ、1954年5月には市の清掃条例で市内の清掃用馬への受糞器の設置を義務化し全国初の「馬糞条例」となり、札幌市内約4,000頭の馬に設置させ、交通の激しい市内10箇所に馬糞対策の検問所を設け、千数百件以上の違反馬の摘発があった。
また汲取作業の効率化に向けポンプ式自動車の導入も行い、汲取馬車の御者に自動車免許を取得させ、1952年に3台導入されたことを皮切りとして、3日に渡る大規模なストライキが発生しながらも、3年間をかけ自動車への転換を完了。更に1.2億円の建設費を掛けて、化学消化槽を備えたし尿処理施設「北光処理場」の建設を行い、1956年秋に完成。これらの大胆なアイデアによる改善と相手の懐に飛び込む強い意志の交渉は後の交通局時代にも発揮されることになる。

### 交通局長時代
1956年に交通局長に就任、豊平町など周辺町村の合併による乗客の急増を背景に市電の輸送力の増強が求められ、1957年に「緊急三ヶ年計画」を策定し地元工場の施工で「道産電車」とも呼ばれる新造車両の導入による旧型車の大規模更新をはじめ親子電車やディーゼル車の導入、早朝の時差割引運賃・急行運転・停留所の整理・婦人子供専用車両といった改善策を打ち出し、また大通西2・3丁目に48系統が集中し混乱をきたした市営バス停留所を西5丁目から東2丁目までに分散させるといった方策も行った。1960年には白石・琴似・鉄北・丘珠方面への合計15.6kmの市電延伸案をまとめるも用地買収の難航により鉄北線1.78kmの延伸のみに終わった。
その後も市電・バスの運行状況が好転しないこともあり、1962年に高速電車を軸とした都市交通網計画の検討を開始し、新交通の導入に着手。1963年に原田與作市長から視察場所不問で現金100万円と50日間の視察期間を与えられ、約40日間のヨーロッパ視察を経て、パリ地下鉄を範にとりゴムタイヤ式地下鉄の開発を決定し、1964年から試験運転を開始。また初期にはモノレールの導入を主に検討していたほか、市電に関してもヨーロッパ視察を経て「改良次第では路面電車もまだまだ力を発揮しうるものと確信した」と述べており、A820形等の最大全長25mの2車体連接・連続車両の導入や乗降能力向上を目的としたパッセンジャーフロー方式の採用を行い路下電車形式の導入も新交通の候補として挙げられていた。
地下鉄の建設認可にあたっては、当時札幌市の人口が65万人であり、人口規模の少なさから国からの補助金交付が難しく、運輸省管轄の地方鉄道法または建設省管轄の軌道法のいずれに類するかが早期に決定せずたらい回しとなり、大蔵省側からの「中山峠に熊が出るが、地下鉄を走らせて熊でも乗せるつもりか」との質問に対し「熊でもゼンコ（銭・料金）さえ払えば乗せる」と返した記録もあり、国会議員の協力もあり地方鉄道法での建設に決着。また市電沿線の住民による廃止反対運動も高まり脅迫状や動物の死骸が自宅に送りつけられ、子供に警察による警護が付けられる程に激化するも1966年に札幌オリンピックの開催決定もあり沈静化し、1967年には技術的な目処も立ち、12月に市議会で建設を決定。同年には札幌市交通事業管理者となる。1968年8月に国から建設認可を受け地下鉄工事を本格化、コンピューター制御による省力化や、ドイツ軍の列車砲輸送をヒントにした高架部の防雪シェルターといった新機軸が盛り込まれた。
1971年12月に地下鉄第一期区間として南北線真駒内駅-北24条駅間12.1kmが開業。ゴムタイヤ式地下鉄の開発の功績を讃え1972年4月には科学技術庁長官賞の科学技術功労者表彰、1974年には運輸大臣表彰の交通文化賞を受賞。
南北線開業後には車両のボギー台車導入による大型化やATO装置の搭載、架線集電化・全駅へのエスカレーター導入といった改善を施した地下鉄東西線の開発にも携わり、1974年からはマイカーと地下鉄の乗り継ぎを図る地下鉄駅周辺の駐車場整備や市営バスの都心循環路線も展開、その後1975年7月に札幌市役所を退職。「交通天皇」「鬼の大刀」「地下鉄生みの親」などの異名を持ち、「大刀の前に大刀なし、大刀の後に大刀なし」「札幌市交通局は大刀一家」とも評された。
しかし地下鉄事業にて巨額の赤字が生じた事により路線バスのワンマン化や路線整理による職員削減、交通局所有地の売却等のリストラ策を行い、また市営バス路線のうち地下鉄路線を補完する形で都心部へ直行する路線が町内会の請願などにより設置された過剰な停留所数を維持したまま中途半端な本数で存続された点や、都心循環路線の失敗、地下鉄・バス乗継運賃の過剰な割引率、市営バスと並行する民営バス路線に対する地下鉄乗継運賃の不適用、東札幌駅・麻生駅・琴似駅・真駒内駅への市営バスターミナル開発計画に伴う大通バスセンターへの市営バス路線完全集約案の断念により同バスセンターが有効活用されないといった問題点も指摘されており、1977年には乗継料金一律25%・運賃最大33%の値上げを行い、後に地下鉄とバス市電の乗継運賃は国鉄・民営バス路線にも拡大し初乗りの場合でも数十円の加算が行われる形となっていた。

### 晩年
市役所退職後は札幌副都心開発公社に入り、1983年から1987年まで同公社の社長を務め、1986年には勲四等旭日小綬章を受章、社長退任後も相談役を務めた他、藻岩山ロープウェーの整備などにも携わる。また日常では囲碁を趣味とし酒を好み、家庭では仕事の話をしなかったという。1998年1月10日、腎不全のため83歳で死去。